# TVXQ non-stop mix Vol.2
『TVXQ non-stop mix Vol.2』は、東方神起の2枚目となるリミックス・アルバムである。2010年2月17日にrhythm zoneより発売された。規格品番はRZCD-46526。

## 概要
シングル『時ヲ止メテ』との同時発売で、2007年に発売された『TVXQ non-stop mix Vol.1』以来のリミックス・アルバム。
本作は、『Beautiful you/千年恋歌』から『BREAK OUT!』までのシングル作品とアルバム『The Secret Code』、ユニット名義のシングル『COLORS 〜Melody and Harmony〜/Shelter』に収録された一部の楽曲をノンストップで繋いだ作品。
発売初週で3.8万枚の売上を記録し、4月5日付のオリコン週間アルバムランキングで初登場3位を獲得した。同日のオリコン週間シングルランキングでは、シングル『時ヲ止メテ』が初登場首位を獲得しており、シングル・アルバムの両ランキングでの同時TOP3入りを記録。また、海外アーティストによるシングル・アルバム同時TOP3入りは、1995年1月2日付の両ランキングでマライア・キャリーがシングル『恋人たちのクリスマス』（3位）とアルバム『メリー・クリスマス』（1位）で達成して以来15年3ヶ月ぶりで、海外男性アーティストとしては1978年7月31日付の繚乱キングでビリー・ジョエルがシングル『ストレンジャー』（3位）とアルバム『ストレンジャー』（3位）で達成して以来31年8ヶ月ぶりとなる。
なお、発売翌月に活動休止を発表したため、本作が活動休止前最後のアルバム作品となった。

## 収録内容
- 楽曲の作詞作曲者は、各項目を参照。

1. Intro [0:35]
2. FORCE [2:34]
3. 呪文-MIROTIC- [2:27]
4. Secret Game [1:38]
5. Take Your Hands [0:58]
6. Survivor [2:01]
7. Kiss The Bady Sky [1:37]
8. Nobody Knows [1:37]
9. 9095 [3:06]
10. 忘れないで [3:27]
11. COLORS 〜Melody and Harmony〜 [4:03]
12. Stand Up! [2:27]
13. Shelter [2:50]
14. TAXI [4:21]
15. Bolero [3:55]
16. どうして君を好きになってしまったんだろう? [2:17]
17. Beautiful you [2:19]
18. Tea for Two [2:42]
19. Box in the ship [2:09]
20. ウィーアー! [1:47]
21. Share The World [3:23]
22. BREAK OUT! [4:10]